# Wybory parlamentarne na Saint Kitts i Nevis w 2010 roku
Wybory parlamentarne na Saint Kitts i Nevis w 2010 roku – wybory parlamentarne na Saint Kitts i Nevis zorganizowane 25 stycznia 2010. Po raz czwarty z rzędu zwycięstwo odniosła rządząca Partia Pracy Saint Kitts i Nevis premiera Denzila Douglasa.

## Organizacja wyborów
8 stycznia 2010 premier Denzil Douglas ogłosił organizację wyborów w dniu 25 stycznia 2010. Zwrócił się także do gubernatora generalnego z wnioskiem o wydanie stosownego aktu prawnego. Premier Douglas, lider rządzącej od 1995 Partii Pracy Saint Kitts i Nevis, zaapelował o poparcie dla niej. Ogłosił, że prezentuje ona wizję zmian, które zapoczątkowane zostały w 1995 i będą dalej kontynuowane. Dzień zgłaszania nominacji kandydatów do wyborów ustalono na 15 stycznia 2010. Wyborcy wybierali 11 deputowanych do Zgromadzenia Narodowego, pozostałych troje, zgodnie z prawem, nominuje gubernator generalny, a prokurator generalny obejmuje w nim mandat ex officio.

## Wyniki wyborów
W wyborach po raz czwarty z rzędu zwycięstwo odniosła rządząca od 1995 Partia Pracy Saint Kitts i Nevis. Premier Denzil Douglas zdobył mandat deputowanego zdecydowaną większością głosów (1 905 do 178). Lider opozycji, Lindsay Grant, nie dostał się do parlamentu, przegrywając z rywalem o 28 głosów. Jego partia, Ruch Akcji Ludowej, zdobyła 2 mandaty. Wygrana w wyborach pozwoliła premierowi Douglasowi na zachowanie urzędu szefa rządu na kolejną, czwartą kadencję.
| Partia polityczna                                  | Partia polityczna                                                     | Liczba głosów                                      | %                                                  | +/–                                                | Liczba mandatów | +/– |
| -------------------------------------------------- | --------------------------------------------------------------------- | -------------------------------------------------- | -------------------------------------------------- | -------------------------------------------------- | --------------- | --- |
|                                                    | Partia Pracy Saint Kitts i Nevis (Saint Kitts and Nevis Labour Party) | 12 227                                             | 46,96                                              | -3,64                                              | 6               | -1  |
|                                                    | Ruch Akcji Ludowej (People's Action Movement)                         | 8393                                               | 32,24                                              | +0,54                                              | 2               | +1  |
|                                                    | Concerned Citizens' Movement                                          | 2860                                               | 10,99                                              | +2,19                                              | 2               | –   |
|                                                    | Nevis Reformation Party                                               | 2539                                               | 9,75                                               | +2,25                                              | 1               | –   |
|                                                    | niezależni                                                            | 16                                                 | 0,06                                               |                                                    | 0               | –   |
| członkowie mianowani przez gubernatora generalnego | członkowie mianowani przez gubernatora generalnego                    | członkowie mianowani przez gubernatora generalnego | członkowie mianowani przez gubernatora generalnego | członkowie mianowani przez gubernatora generalnego | 3               | -   |
| prokurator generalny (z urzędu)                    | prokurator generalny (z urzędu)                                       | prokurator generalny (z urzędu)                    | prokurator generalny (z urzędu)                    | prokurator generalny (z urzędu)                    | 1               | -   |
| Razem                                              | Razem                                                                 |                                                    | 100%                                               | -                                                  | 15              | -   |
| Źródło:                                            |                                                                       |                                                    |                                                    |                                                    |                 |     |